# 伊達宗德
伊達宗德（日语：／ Date Munee，1830年5月19日—1906年11月29日），日本江戶時代末期大名、明治時代時期政治家。宇和島藩第九代藩主（1858年-1871年）。官位從四位下、遠江守。明治時代封伯爵，其後晉升為侯爵。

## 生平

### 早年經歷
伊達宗德為宇和島藩第七代藩主伊達宗紀第三子，幼名扇松丸、兵五郎，又名紀周、宗周，號「馨山」。伊達宗德於文政13年（1830年）出生。父親早於1829年選定遠房的伊達宗城與自己的第五女伊達貞定下婚約，成為宗紀的婿養子。然而伊達貞卻早夭，因此兩人並未成婚。天保8年（1837年），伊達宗德成為伊達宗城的養嗣子。
安政5年（1858年），伊達宗城同擔任大老的井伊直弼就將軍繼承問題發生了衝突。第13代將軍德川家定病弱無子，宗城與松平春嶽、山內豊信及島津齊彬四賢侯與水戶藩藩主德川齊昭一同推舉一橋慶喜為嗣子。井伊直弼等南紀派則推舉紀州藩藩主德川慶福為嗣子。結果井伊使用其大老地位排除了一橋派勢力，使德川慶福成功成為新的將軍，改名家茂。這就是著名的安政大獄，此後，宗城同松平春嶽、德川齊昭等人被迫隱居。伊達宗城於11月23日將藩主之位讓給了伊達宗德，但事實上宗城在隱居之後依然影響著藩政。儘管如此，伊達宗德接連宗城的改革路線，加強專賣制度，引入西式軍制改革，實行普及教育等。然而，伊達宗德是傀儡而已。

### 明治維新後
1871年，廢藩置縣後，宇和島藩成為宇和島縣。1873年，宇和島縣與石鐵縣合併為現在的愛媛縣。1884年華族令頒佈後，宗德被授予了伯爵的爵位。明治24年（1891年）4月23日，因為養父伊達宗城的勲功，伊達宗德因而晉升為侯爵。
明治39年（1906年）11月29日、伊達宗德以77歳的高齡逝世。法號為靈照院殿舊宇和島城主正二位馨山宗德大居士。墓所在愛媛縣宇和島市野川的大隆寺。

## 後裔
- 生父：伊達宗紀
- 養父：伊達宗城

- 正室：孝子（毛利齊元次女）
- 繼室：佳子（佐竹義厚長女） 
  - 長男：宗陳
  - 富子（北白川宮能久親王妃）
  - 次男：康虎（本多康穣養子）
  - 三男：紀隆（分家、陸軍歩兵中佐）
  - 四男：武四郎
  - 五男：剛吉郎（土居通夫養子）
  - 六男：長德（丹羽長國養子）
  - 七男：直德（一柳紹念養子）
  - 八男：重正
  - 九男：芳德（二荒芳之養子）
  - 十男：十郎（伊達武四郎養子）